# Stantonville
Stantonville is een plaats (town) in de Amerikaanse staat Tennessee, en valt bestuurlijk gezien onder McNairy County.

## Demografie
Bij de volkstelling in 2000 werd het aantal inwoners vastgesteld op 312.
In 2006 is het aantal inwoners door het United States Census Bureau geschat op 326, een stijging van 14 (4,5%).

## Geografie
Volgens het United States Census Bureau beslaat de plaats een oppervlakte van
2,9 km², geheel bestaande uit land. Stantonville ligt op ongeveer 144 m boven zeeniveau.

## Plaatsen in de nabije omgeving
De onderstaande figuur toont nabijgelegen plaatsen in een straal van 16 km rond Stantonville.